# Lac Diexi
Le lac Diexi est un lac chinois d'une superficie de 3,5 km2 qui se trouve dans la province du Sichuan. Il s'est créé à la suite d'un glissement de terrain lors du tremblement de terre de Diexi en 1933.

## Source de la traduction
- (en) Cet article est partiellement ou en totalité issu de l’article de Wikipédia en anglais intitulé « Diexi Lake » (voir la liste des auteurs).